# K2-138
| 太陽 | K2-138    |
| ---- | --------- |
| 太陽 | Exoplanet |

K2-138 または EPIC 245950175 は、地球からみずがめ座の方向に約600光年離れたところにある恒星で、市民科学者によって発見されたものとしては最多の6個の太陽系外惑星を持つことで知られている。2017年4月初旬、市民科学ポータルであるズーニバースの太陽系外惑星探索プロジェクトにおいて最初の2日の間に4個の惑星の存在が確認され、更なる分析でさらに2個の惑星の存在が明らかになった。最初に4個の惑星が確認された時には、プロジェクト内において EE-1 という名称が用いられた。

## 惑星系

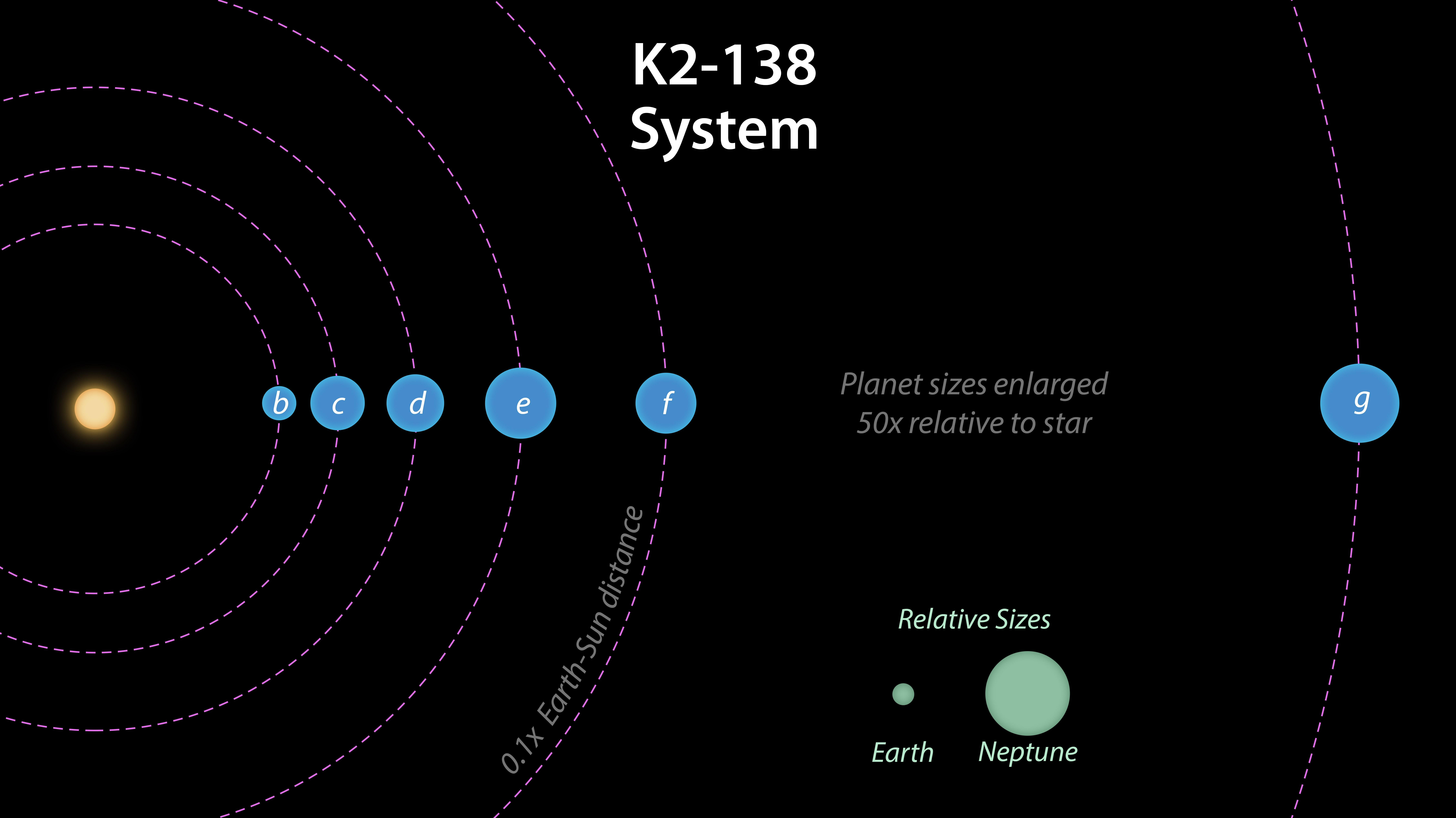
K2-138 系の惑星の主星からの距離と大きさの比較。下には地球と海王星の大きさも示されている。

K2-138は周囲に多くの太陽系外惑星が存在している恒星として有名で、その全てが市民科学者による分析で発見された。これらの惑星は、主星から近い順に K2-138b、K2-138c、K2-138d、K2-138e、K2-138f、そして K2-138g と命名されている。Jessie Christiansen らによる分析で最初に5つの惑星が発見され、最も外側の K2-138g は有望な惑星候補であるとされた。しかし、K2-138g によるトランジットはこの時には2回しか観測されておらず、長い公転周期を持つ2つの異なる惑星に由来している可能性があったため、存在の確定に至るほどの検証はできなかった。
6個の惑星は全てスーパーアースかミニ・ネプチューンに分類され、その半径は地球の1.6倍から3.3倍の範囲に収まっている。当初は未確定だった K2-138g を含む外側の5つの惑星は、固体で出来た表面を持たない小型のガス惑星であるとみられるが、半径が小さい K2-138b は岩石で構成されている可能性がある。しかし、K2-138 系に関するデータにはトランジットタイミング変化 (TTV) 分析を行えるほど高いS/N比は無かったため、これらの惑星の質量は不明であった。ただ、スピッツァー宇宙望遠鏡による観測で、惑星の質量の計算に繋がる正確な TTV を検出できる可能性はあるとされ、K2-138b から K2-138f までの5つの惑星が地球の4倍から7倍の質量を持っていると予想した上で、2.5分から7.1分までの範囲の TTV を引き起こすだろうと予測された。
最初に存在が検証された5個の惑星は主星に非常に近い軌道を公転しており、公転周期の比率が2：3に近い軌道共鳴状態が途切れなく連鎖している関係にある。これらの惑星の公転周期は、約2.35日から約12.76日の範囲に収まっており、当初は未確定だった最も外側の K2-138g は、これらの惑星よりも遥かに遠い軌道を約41日の周期で公転している。K2-138b、c、d、e、そしてfはいくつかの三体共振 (Three-body resonances) の関係に固定されている。このような関係は、他にはTRAPPIST-1系やケプラー80系といった少数の惑星系でのみしか知られていない。これらの惑星系と同様に、この関係は K2-138 系での原始惑星系円盤の内部への移動が遅かったことを示している可能性がある。
その後、2019年1月に行われたアメリカ天文学会第233回会合にて、K2-138g に関するスピッツァー宇宙望遠鏡の観測結果が発表された。更新された K2-138g の半径は地球の約3.7倍で、これは K2-138 系の惑星の中で最大である。このデータは、2021年2月に正式に確認されるまでは予備的なものとして扱われていた。この2021年に発表された研究では、半径は地球の3.44倍に改められた。
天文学者の Lopez Acuña らによる研究チームは、ヨーロッパ南天天文台 (ESO) の口径 3.6 m 望遠鏡に搭載されている高精度視線速度系外惑星探査装置 (HARPS) を用いて、79日間に渡って215のスペクトルデータを収集した。K2ミッションによる測光観測と HARPS による視線速度のデータのベイズ分析により、研究チームは K2-138b から K2-138e までの4つの惑星の質量値に制約を課すことができた。K2-138 系の惑星のバルク密度は、K2-138b の地球程度から K2-138e の海王星程度の範囲に渡る。質量と密度は、考えられる惑星の構成構成について制限を与えることができる。この情報から、これらの惑星はおそらく岩石を多く含んだ核と揮発性物質で構成されたかなりの大気層を持っていると考えられている。この研究チームは、残る2つの惑星の質量に対しても上限を制約することに成功しており、K2-138f では地球の8.69倍、K2-138g では25.47倍が上限とされた。
K2-138 系は欧州宇宙機関 (ESA) によって、2019年12月に開始されたCHEOPSミッションの第1回アナウンスメント・オブ・オポチュニティ (AO-1) 計画のターゲットに選定されている。軌道を87.6周すれば、CHEOPS は惑星の TTV を測定するのに必要なトランジットを記録できるだろうとされている。K2-138 系は、視線速度と TTV でそれぞれ算出された質量を比較するためのベンチマークとなる惑星系になる可能性がある。また K2-138 系は、軌道共鳴が複数の惑星間で連鎖していることで安定して存在できると予測される共有軌道天体 (Co-orbital bodies) を捜索するための良い候補でもあるとされている。
| 名称 （恒星に近い順） | 質量                | 軌道長半径 （天文単位）  | 公転周期 (日)             | 軌道離心率         | 軌道傾斜角     | 半径                  |
| --------------------- | ------------------- | ------------------------ | ------------------------- | ------------------ | -------------- | --------------------- |
| b                     | 3.1 ± 1.1 M⊕        | 0.03385+0.00023 −0.00029 | 2.35309 ± 0.00022         | 0.048+0.054 −0.033 | 87.2+1.2 −1.0° | 1.510+0.110 −0.084 R⊕ |
| c                     | 6.3+1.1 −1.2 M⊕     | 0.04461+0.00030 −0.00038 | 3.56004+0.00012 −0.00011  | 0.045+0.051 −0.032 | 88.1 ± 0.7°    | 2.299+0.120 −0.087 R⊕ |
| d                     | 7.9+1.4 −1.3 M⊕     | 0.05893+0.00040 −0.00050 | 5.40479 ± 0.00021         | 0.043+0.041 −0.030 | 89.0 ± 0.6°    | 2.390+0.104 −0.084 R⊕ |
| e                     | 13.0 ± 2.0 M⊕       | 0.07820+0.00053 −0.00066 | 8.26146+0.00021 −0.00022  | 0.077+0.048 −0.049 | 88.6 ± 0.3°    | 3.390+0.156 −0.110 R⊕ |
| f                     | 6.72+8.04 −3.86 M⊕  | 0.10447+0.00070 −0.00088 | 12.75758+0.00050 −0.00048 | 0.062+0.064 −0.043 | 88.8 ± 0.2°    | 2.904+0.164 −0.111 R⊕ |
| g                     | 8.94+12.89 −5.91 M⊕ | 0.2287+0.0249 −0.0231    | 41.96645+0.00603 −0.00665 | 0.059+0.063 −0.040 | 89.4+0.4 −0.3° | 3.44+0.32 −0.31 R⊕    |